# Dubioniscus delamarei
Dubioniscus delamarei là một loài chân đều trong họ Dubioniscidae. Loài này được Vandel miêu tả khoa học năm 1963.